# Hi (kana)
Hi (romanização do hiragana ひ ou katakana ヒ) é um dos kana japoneses que representam um mora. No sistema moderno da ordem alfabética japonesa (Gojūon), ele ocupa a 27ª posição do alfabeto, entre Ha e Fu.
O caractere pode ser combinado a um dakuten, para formar o び em hiragana, ビ em katakana e bi em romaji; e pode ser combinado também a um handakuten, para formar o ぴ em hiragana, ピ em katakana e pi em romaji.
| Forma                                      | Romaji              | Hiragana             | Katakana             | Exemplos de palavras (com kanji) |
| ------------------------------------------ | ------------------- | -------------------- | -------------------- | --- |
| Normal h- (は行 ha-gyō)                    | hi                  | ひ                   | ヒ                   | - ひ hi 日 sol - ひ hi 火 fogo - ひかり hikari 光 brilho/luz - ひと hito 人 humano                                                   |
| Normal h- (は行 ha-gyō)                    | hii hī              | ひい, ひぃ ひー      | ヒイ, ヒィ ヒー      | - ひ hi 日 sol - ひ hi 火 fogo - ひかり hikari 光 brilho/luz - ひと hito 人 humano                                                   |
| Com yōon hy- (ひゃ行 hya-gyō)              | hya                 | ひゃ                 | ヒャ                 | - ひゃく hyaku 百 cem - にひゃく nihyaku 二百 duzentos                                                                               |
| Com yōon hy- (ひゃ行 hya-gyō)              | hyaa hyā, hyah      | ひゃあ ひゃー        | ヒャア ヒャー        | - ひゃく hyaku 百 cem - にひゃく nihyaku 二百 duzentos                                                                               |
| Com yōon hy- (ひゃ行 hya-gyō)              | hyu                 | ひゅ                 | ヒュ                 | |
| Com yōon hy- (ひゃ行 hya-gyō)              | hyuu hyū            | ひゅう ひゅー        | ヒュウ ヒュー        | |
| Com yōon hy- (ひゃ行 hya-gyō)              | hyo                 | ひょ                 | ヒョ                 | - ひょう hyō 豹 pantera - ひょうへん hyōhen 豹変 mudança repentina - ひょうき hyōki 表記 notação - ひょうじょう hyōjō 表情 expressão |
| Com yōon hy- (ひゃ行 hya-gyō)              | hyou hyoo hyō, hyoh | ひょう ひょお ひょー | ヒョウ ヒョオ ヒョー | - ひょう hyō 豹 pantera - ひょうへん hyōhen 豹変 mudança repentina - ひょうき hyōki 表記 notação - ひょうじょう hyōjō 表情 expressão |
| Com dakuten b- (ば行 ba-gyō)               | bi                  | び                   | ビ                   | - びん bin 瓶 garrafa - ビール bīru cerveja - びせい bisei 美声 voz bonita - かびん kabin 過敏 sensibilidade                         |
| Com dakuten b- (ば行 ba-gyō)               | bii bī              | びい, びぃ びー      | ビイ, ビィ ビー      | - びん bin 瓶 garrafa - ビール bīru cerveja - びせい bisei 美声 voz bonita - かびん kabin 過敏 sensibilidade                         |
| Com yōon e dakuten by- (びゃ行 bya-gyō)    | bya                 | びゃ                 | ビャ                 | - さんびゃく sanbyaku 三百 trezentos                                                                                                 |
| Com yōon e dakuten by- (びゃ行 bya-gyō)    | byaa byā, byah      | びゃあ びゃー        | ビャア ビャー        | - さんびゃく sanbyaku 三百 trezentos                                                                                                 |
| Com yōon e dakuten by- (びゃ行 bya-gyō)    | byu                 | びゅ                 | ビュ                 | |
| Com yōon e dakuten by- (びゃ行 bya-gyō)    | byuu byū            | びゅう びゅー        | ビュウ ビュー        | |
| Com yōon e dakuten by- (びゃ行 bya-gyō)    | byo                 | びょ                 | ビョ                 | |
| Com yōon e dakuten by- (びゃ行 bya-gyō)    | byou byoo byō, byoh | びょう びょお びょー | ビョウ ビョオ ビョー | |
| Com handakuten p- (ぱ行 pa-gyō)            | pi                  | ぴ                   | ピ                   | - ピン pin pino - ピカソ pikaso Picasso                                                                                              |
| Com handakuten p- (ぱ行 pa-gyō)            | pii pī              | ぴい, ぴぃ ぴー      | ピイ, ピィ ピー      | - ピン pin pino - ピカソ pikaso Picasso                                                                                              |
| Com yōon e handakuten py- (ぴゃ行 pya-gyō) | pya                 | ぴゃ                 | ピャ                 | - ろっぴゃく roppyaku 六百 seiscentos - はっぴゃく happyaku 八百 oitocentos                                                          |
| Com yōon e handakuten py- (ぴゃ行 pya-gyō) | pyaa pyā, pyah      | ぴゃあ ぴゃー        | ピャア ピャー        | - ろっぴゃく roppyaku 六百 seiscentos - はっぴゃく happyaku 八百 oitocentos                                                          |
| Com yōon e handakuten py- (ぴゃ行 pya-gyō) | pyu                 | ぴゅ                 | ピュ                 | |
| Com yōon e handakuten py- (ぴゃ行 pya-gyō) | pyuu pyū            | ぴゅう ぴゅー        | ピュウ ピュー        | |
| Com yōon e handakuten py- (ぴゃ行 pya-gyō) | pyo                 | ぴょ                 | ピョ                 | - ろんぴょう ronpyō 論評 comentário                                                                                                  |
| Com yōon e handakuten py- (ぴゃ行 pya-gyō) | pyou pyoo pyō, pyoh | ぴょう ぴょお ぴょー | ピョウ ピョオ ピョー | - ろんぴょう ronpyō 論評 comentário                                                                                                  |

| (hya) | (ひゃ) | (ヒャ) |
| (hyi) | (ひぃ) | (ヒィ) |
| (hyu) | (ひゅ) | (ヒュ) |
| hye   | ひぇ   | ヒェ   |
| (hyo) | (ひょ) | (ヒョ) |

| (bya) | (びゃ) | (ビャ) |
| (byi) | (びぃ) | (ビィ) |
| (byu) | (びゅ) | (ビュ) |
| bye   | びぇ   | ビェ   |
| (byo) | (びょ) | (ビョ) |

| (pya) | (ぴゃ) | (ピャ) |
| (pyi) | (ぴぃ) | (ピィ) |
| (pyu) | (ぴゅ) | (ピュ) |
| pye   | ぴぇ   | ピェ   |
| (pyo) | (ぴょ) | (ピョ) |

## Formas alternativas
No Braile japonês, ひ ou ヒ são representados como:
| ● | － |
| ● | － |
| ● | ●  |

O Código Morse para ひ ou ヒ é: －－・・－

## Traços

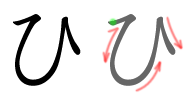
Seqüência de traços para escrita do ひ

Seqüência de traços para escrita do ヒ